# 哈利克 (內華達州)
哈利克（英語：Halleck）是位於美國內華達州埃爾科縣的鬼鎮。

## 歷史
哈利克的郵局於1873年設立，1949年關閉後又於翌年重啟，最終於2004年停運。

## 地理
哈利克所處的海拔為高於海平面1593米（即5227英呎），而該地所採用的時區為UTC-8，即太平洋时区（PST）。同時該地設有夏令時間，為UTC-8調快一小時，即UTC-7（PDT）。